# Kranska Reka
Kranska Reka (makedonska: Кранска Река), även Šara Reka, är ett vattendrag i Nordmakedonien.   Det rinner genom kommunen Resen, i den sydvästra delen av landet, 120 kilometer söder om huvudstaden Skopje.